# Olive Fremstad
Olive Fremstad, née le 14 mars 1871 à Stockholm et morte le 21 avril 1951 à Irvington, dans l'État de New York, est le nom de scène d'Anna Olivia Rundquist, diva américaine d'origine suédoise qui chante dans les deux registres de mezzo-soprano et de soprano.

## Jeunesse et formation
Née hors mariage à Stockholm, sa mère est suédoise, son père norvégien, elle reçoit le nom d'Anna Olivia Rundquist. Elle est ensuite adoptée par un couple américano-scandinave nommé Fremstad. Elle reçoit sa première éducation musicale à Oslo. Ses parents, ses grands-parents et ses sœurs aînées chantent ; Elle commence à étudier le piano à l'âge de quatre ans. À l'âge de six ans, Olive Fremstad vient avec sa famille en Amérique. Avant même de quitter Oslo, ses progrès en piano sont tels qu'elle apparaît comme une enfant prodige. Son père s'installe à Saint Peter (Minnesota), où il pratique la médecine et prêche. Quand elle a 12 ans ses parents déménagent pour s'installer à Minneapolis. Après avoir chanté dans une chorale d'église à Minneapolis, elle commence sa formation vocale à New York avec Frederick Bristol (en), en 1890. Elle chante dans la cathédrale Saint-Patrick et, en 1891, fait une tournée de concerts avec Seidl. En trois ans, elle a économisé assez d'argent pour aller en Allemagne pour étudier.
Elle étudie à Berlin avec Lilli Lehmann avant de faire ses débuts à l'Opéra de Cologne en 1895 en tant que mezzo-soprano dans le rôle d'Azucena dans Il trovatore de Verdi. Au cours des trois saisons suivantes, Fremstad chante à Cologne, Vienne, Anvers, Amsterdam et Munich. Fremstad fait ses débuts à l'opéra à Munich, où elle chante pendant dix ans principalement des parties de contralto et de mezzo-soprano en particulier des parties comme Amneris, dans lesquelles la chanteuse doit pouvoir atteindre le territoire de la soprano.
Elle est engagée pour des pièces de contralto pour la saison 1896 du Festival de Bayreuth.

## Carrière
Elle apparait au Metropolitan Opera de New York de 1903 à 1914, spécialisée dans les rôles wagnériens. Fremstad fait ses débuts au Met le 25 novembre 1903, et le 2 décembre 1904, elle électrise son auditoire par son interprétation de Kundry dans Parsifal.  Ce n'est que le 13 décembre 1905, qu'elle fait ses débuts dans une partie de soprano dramatique, Brünhilde dans Siegfried, le critique du New York Sun écrit: « Olive Fremstad se réveilla du rêve qu'elle était une soprano dramatique. . . . Les hautes notes qui n'appartiennent pas à son échelle, pour lesquelles elle avait fait une préparation si élaborée, ont refusé de venir. Ils étaient pitoyables. . . . la signification de Wagner était perdue; . . . le duo final était une exposition triste. . . . Cette expérience devrait être un avertissement pour les contraltos ambitieux, ... » Elle obtient ses premiers grands succès dans le rôle de Kundry dans Parsifal.

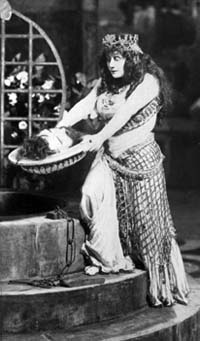
Olive Fremstad tenant la tête de Jean-Baptiste dans la production du Met en 1907 de Salomé de Richard Strauss.

Fremstad apparaît en public 351 fois comme étoile du Met, le plus souvent dans le rôle de Vénus dans Tannhäuser, Kundry dans Parsifal, le rôle de Sieglinde, Isolde et Elsa dans Lohengrin. Le public américain ne l'apprécie jamais mieux que dans son interprétation du rôle-titre de Carmen de Bizet,  elle chante ce rôle avec Enrico Caruso comme partenaire à San Francisco la nuit, avant que la ville ne soit détruite par le séisme de 1906 à San Francisco et l'incendie. Caruso  et elle échappent à la catastrophe sains et saufs. Elle joue le rôle-titre de Salomé en 1907, l’opéra est ensuite interdit après la première, pendant dix-sept ans, le jeu, basé sur la pièce éponyme d'Oscar Wilde, étant considéré comme trop choquant pour le public américain.
Du 19 mai au 23 juin 1910, elle chante, à Paris, avec la troupe du Met, au théâtre du Châtelet, le rôle de Santuzza de Cavalleria rusticana dirigé par Toscanini le 24 mai et en juin dans un gala pour les victimes du Pluviôse
Plus tard dans sa carrière, Fremstad éprouve des difficultés avec les notes de tête de la gamme de soprano dramatique. Elle prend sa retraite de la scène en 1920 et tente brièvement l'enseignement, mais sa patience avec ses élèves, s'avère être mince. Une de ses leçons consiste à examiner de près une tête humaine disséquée conservée dans un bocal. Elle est surprise quand quelques étudiants ont fui avec horreur, ne voulant pas étudier le Larynx dans un tel contexte. Elle utilise cette tête comme outil pour déterminer si les futurs étudiants ont ou non le courage de mener une carrière d'opéra. Pour Fremstad elle-même, ce n'est pas quelque chose de spécial ; en étudiant le rôle de Salomé dans la première production au Met, en 1907, elle s'était rendue à la morgue de New York pour savoir à quel point elle devait chanceler sous le poids poids de la tête de Jean le Baptiste.
Sa production d'enregistrements est maigre. Elle fait environ 40 enregistrements entre 1911 et 1915, seulement 15 d'entre eux ont été publiés. Sa voix peut être écoutée sur l'album d'anthologie The Record of Singing Volume I (1899-1919). Le critique musical J. B. Steane (en) a appelé Fremstad « l'une des plus grandes wagneriennes » ; mais dans son Record of Singing, Volume 1, l'historien de l'opéra Michael Scott (en) la décrite comme « étant beaucoup plus une mezzo-soprano qu'une véritable soprano ». Scott, cependant, reconnaît ses qualités impressionnantes comme artiste interprète.
Fremstad prétendait n'avoir aucun intérêt dans les relations amoureuses. Cependant, elle s'est mariée deux fois, les deux mariages se terminant par un divorce. Elle se marie en 1906 à Salt Lake City, avant sa représentation de Carmen à San Francisco, avec l'entrepreneur américain et chercheur d'or en Terre de Feu, Edson W. Sutphen, qu'elle nomme Mr P.S. Edson , dix ans plus vieux qu'elle. Ils divorcent en 1911. Elle a également vécu quelque temps en couple avec sa secrétaire et biographe, Mary Watkins Cushing,.
Elle est décédée à Irvington, New York. Elle a été enterrée aux côtés de ses parents dans une parcelle familiale du cimetière du village de Grantsburg (Wisconsin).
Fremstad est le modèle du personnage Thea Kronborg, l'héroïne du roman de Willa Cather, The Song of the Lark (1915),. Sa relation avec Mary Cushing a été mise en scène dans le roman Of Lena Geyer, par Marcia Davenport (en) en 1936,.

## Répertoire (sélection)

### au Met
Productions jouées à la Metropolitan Opera House, sauf mention contraire
- 1903 : Sieglinde dans Die Walküre, 25 novembre
- 1903 : Vénus dans Tannhäuser, 4 décembre
- 1904 : Santuzza dans Cavalleria Rusticana, 12 janvier
- 1904 : Brangäne dans Tristan und Isolde, 13 février
- 1904 : Fricka dans Das Rheingold, 3 mars
- 1904 : Le rôle-titre dans Carmen, avec Albert Saléza, 25 novembre
- 1904 : Kundry dans Parsifal, 1er décembre
- 1905 : Die Fledermaus de Johann Strauss, dans le finale de l'acte II, première au Met, 16 février[14]
- 1905 :  Brünhilde dans Siegfried, 13 décembre
- 1906 : Der Zigeunerbaron, première américaine, tous les membres de la troupe sont apparus sur scène dans le final de l’acte III, 15 février
- 1906 :  Le rôle-titre dans Carmen, avec Caruso, Marcel Journet, 17 avril, au Grand Opera House de San Francisco
- 1907 : Sélika dans L'Africaine avec Caruso et Riccardo Stracciari, 11 janvier.
- 1907 : Le rôle-titre dans Salomé, première américaine, 22 janvier
- 1908 : Isolde dans Tristan und Isolde, 1er janvier
- 1909 : Brünnhilde dans Götterdämmerung, 23 janvier
- 1909 :  Elsa dans Lohengrin  de Richard Wagner, 14 décembre à Philadelphie
- 1910 : Le rôle-titre dans Armide de Gluck, première américaine, le 14 novembre, aux côtés de Caruso, Jeanne Maubourg, Louise Homer, Alma Gluck et Léon Rothier, sous la direction de Toscanini.
- 1910 : Elsa dans Lohengrin , avec Leo Slezak, direction musicale Alfred Hertz (en), 11 février
- 1911 : Vénus dans Tannhäuser, avec Leo Slezak, 9 janvier
- 1912 :Le rôle-titre dans Armide, avec Caruso, 8 février
- 1913 : Giulietta dans Les Contes d'Hoffmann, première américaine, 11 janvier
- 1913 : Brünhilde dans Siegfried
- 1914 : Elsa dans Lohengrin, 23 avril

### Avec laChicago Grand Opera Company
- 1912 : Tristan und Isolde de Wagner avec Charles Dalmorès, Jeanne Gerville-Réache